# Doris Grau
Doris Grau est une actrice, doubleuse et scripte américaine née le 2 octobre 1924 à New York et décédée le 30 décembre 1995 à Los Angeles. Elle est principalement connue pour le rôle Doris la cantinière dans Les Simpson.

## Filmographie

### Actrice
- 1986-1987 : Cheers : Corinne (3 épisodes)
- 1988-1989 : The Tracey Ullman Show : Carla, Doris et June (3 épisodes)
- 1992 : Sibs (2 épisodes)
- 1992 : Monsieur le député : Hattie Rifkin
- 1994 : Monty (en) : Elsa (1 épisode)
- 1994 : The George Carlin Show : Maman (1 épisode)
- 1994 : Madame et ses filles : Mme Mackie (1 épisode)
- 1995 : Coldblooded

### Scripte
- 1958 : Tarawa, tête de pont
- 1959 : Ceux de Cordura
- 1965 : À corps perdu
- 1967 : Le Point de non-retour
- 1968 : El Gringo (Blue)
- 1969 : La Boîte à chat
- 1970 : Pieces of Dreams
- 1971 : Making It (en)
- 1971 : La Cane aux œufs d'or
- 1971 : Clay Pigeon
- 1971 : The Forgotten Man
- 1972 : 3 Étoiles, 36 Chandelles
- 1973 : Woody et les Robots
- 1974 : Rhinocéros
- 1974 : The Stranger Who Looks Like Me (en)
- 1974 : L'Homme du clan
- 1976 : King Kong
- 1977 : Un autre homme, une autre chance
- 1977 : Héros
- 1978 : L'Ombre blanche (The White Shadow) (1 épisode)
- 1979 : Le Champion
- 1979 : Le Rabbin au Far West
- 1979 : Goldie and the Boxer
- 1980 : Guyana Tragedy: The Story of Jim Jones
- 1980 : Le Chasseur
- 1981 : Angel Dusted
- 1981 : L'Homme des cavernes
- 1981 : Deux cent mille dollars en cavale
- 1982 : Les Cavaliers de l'ombre (en)
- 1982 : Missing Children: A Mother's Story
- 1982 : Les Bleus et les Gris
- 1983 : Quaterback Princess
- 1983-1985 : Cheers (5 épisodes)
- 1985 : Mes 400 coups : La Légende d'Errol Flynn
- 1985 : Marie
- 1985 : Cluedo
- 1986 : All Is Forgiven (en)
- 1986 : Y a-t-il quelqu'un pour tuer ma femme ?
- 1987 : The Tracey Ullman Show
- 1987 : Sens unique
- 1989 : The Seinfeld Chronicles : Pilot (en)
- 1990-1993 : Les Simpson (49 épisodes)

## Doublage
- 1986 : All Is Forgiven (en) : Mme Fontaine (2 épisodes)
- 1991-1997 : Les Simpson : Doris Peterson et d'autres (23 épisodes)
- 1994-1995 : Profession : critique : Doris Grossman (23 épisodes)
- 1995 : Babe, le cochon devenu berger